# Hatis
Hatis (en arménien Հատիս) est une communauté rurale du marz de Kotayk, en Arménie. Elle compte 359 habitants en 2008.